# (2014) Vasilevskis
(2014) Vasilevskis es un asteroide que forma parte del cinturón de asteroides y fue descubierto por Arnold R. Klemola el 2 de mayo de 1973 desde el Observatorio Lick del monte Hamilton, Estados Unidos.

## Designación y nombre
Vasilevskis fue designado inicialmente como 1973 JA.
Más adelante se nombró en honor del astrónomo letón Stanislavs Vasilevskis (1907-1988).

## Características orbitales
Vasilevskis orbita a una distancia media de 2,402 ua del Sol, pudiendo acercarse hasta 1,713 ua y alejarse hasta 3,091 ua. Su excentricidad es 0,2869 y la inclinación orbital 21,37 grados. Emplea en completar una órbita alrededor del Sol 1359 días.

## Características físicas
La magnitud absoluta de Vasilevskis es 12,2 y el periodo de rotación de 32,16 horas.